# Freyr
Freyr je bil v nordijski mitologiji bog plodnosti. Je eden izmed Vanirjev, sin boga morja Njörðra in brat boginje ljubezni Freye. Zaljubil in kasneje tudi poročil se je z velikanko Gerðr. Zato pa se je moral odreči svojemu čarobnemu meču.